# 喻安性
喻安性（1574年—1654年），字中卿，号养初，浙江嵊州人，明朝政治人物。

## 生平
万历二十二年甲午科浙江鄉試舉人，二十六年（1598年）戊戌科进士，次年授南昌府推官，三十三年补礼部主事，行取，三十六年八月授吏科給事中，升广东按察司佥事，羅定兵备，四十一年升巡视海道参议，四十一年（1613年）至澳门清查葡萄牙人蓄倭之事。四十三年升山西按察司副使，昌平兵备道，四十四年调密云道，四十六年加升按察使，四十八年升順天巡撫右佥都御史，天啓元年（1621年）丁憂。天啓四年（1624年）起升右副都御史辽东巡抚，與袁崇煥東巡廣寧，五年（1625年）九月，柳河之役潰敗，副总兵鲁之甲与參將李承先均战死，喻安性被疏论改推另用，十一月被革职，以病乞休，著冠带闲住，次月为民。崇祯元年（1628年）起兵部尚书兼右副都御史，总督蓟辽，二年回籍。年八十一卒于家。墓在县东石屏山。著有《易㕘》五卷、《养初文集》。

## 家族
祖喻衮，字朝章，以孙安性貴贈资政大夫兵部尚書。叔祖喻褧（进士）。父喻思化，字伯诚，號石臺，嘉靖辛酉举人，授兴宁县知县。弟喻安情，字和卿，师事海门先生周汝登。曾随兄一起赴任蓟辽，著有《自修编》。孫喻恭咸，娶淮揚兵备道王心纯孫女。